# Vilagrassa
Vilagrassa är en kommun i Spanien.   Den ligger i provinsen Província de Lleida och regionen Katalonien, i den östra delen av landet, 400 km öster om huvudstaden Madrid. Antalet invånare är 497. Arean är 19,9 kvadratkilometer. Vilagrassa gränsar till Tàrrega, Verdú, Preixana, Bellpuig och Anglesola. 
Terrängen i Vilagrassa är platt.